# Balthazar Hubmaïer
Balthazar Hubmaïer, né vers 1480 à Friedberg, Bavière (à 8 kilomètres à l'est d'Augsbourg), est un prédicateur évangélique anabaptiste. Mort sur le bûcher à Vienne en 1528, il compte au nombre des martyrs de la liberté de penser.

## Biographie
Balthazar Hubmaïer est né vers 1480 à Friedberg, Bavière. En 1503, il entre à l’Université de Fribourg-en-Brisgau et obtient un master avant d’obtenir un doctorat en théologie de l’Université d'Ingolstadt.  Il est ordonné prêtre catholique.

### Ministère catholique
Il est prêtre et professeur à Ingolstadt de 1512 à 1516. Dans cette dernière année, il devient principal prédicateur à la cathédrale de Ratisbonne (en allemand Regensburg). En 1521, il devient archiprêtre à Waldshut (aujourd'hui Waldshut-Tiengen), dans le sud du Pays de Bade, où règne une atmosphère plus libérale qu'à Ratisbonne.

### Ministère anabaptiste
En mars 1523, il passe publiquement au protestantisme et commence immédiatement à annoncer que seuls les vrais consacrés - ceux qui se sont séparés du péché, de l'erreur, de leur propre volonté et du monde et qui ont accepté Christ seul comme leur Sauveur et Chef (Tête) – constituent le peuple de Dieu – l'Église. Dans le même mois, il visite Zurich et rallie Ulrich Zwingli à son idée ainsi qu'à la nullité qu'elle entraine du baptême des enfants. Mais deux ans plus tard Ulrich Zwingli ayant vu que ceci viderait, en fait, l'église officielle au sein de laquelle il accomplit son œuvre de réforme, se retire de cette position et en devient, plus tard, l'adversaire le plus acharné. 
En octobre 1523, Hubmaïer suit la seconde conférence de Zurich et soutient Ulrich Zwingli dans la discussion avec les théologiens catholiques. À la Pentecôte de 1524, la ville de Waldshut embrasse les doctrines de Hubmaïer, acceptant de le défendre ainsi que ses doctrines contre l'opposition du gouvernement autrichien, qui ne voulait souffrir aucune « hérésie ». Après quelques mois, cette opposition le force à s'enfuir de la ville, mais il y retourne en octobre comme chef reconnu de la vie religieuse et politique de cette ville.

### Guerre des paysans
Il sympathise profondément avec les souffrances des paysans allemands et il est pour quelque chose dans la préparation des douze articles incorporant leurs doléances. Ces articles sont dignes d'un Solon et sont présentés à la noblesse et au public allemands. Mais il déconseille la violence dans laquelle le fanatique Thomas Münzer les égare. Les conséquences sont terribles pour eux puisque, dans la Guerre des paysans en 1525, 100 000 parmi eux périssent dans la première guerre  protestante pour la liberté religieuse et civile. À Pâques 1525, Hubmaïer reçoit le baptême du croyant et l'administre à des centaines d'autres, ce qui amène une séparation entre lui et Zwingli au sujet de sa doctrine spéciale et en conséquence de la doctrine de l'« antipédobaptisme ». L'exemple qu'il donne en recevant le baptême du croyant est suivi par la presque totalité des citadins de Waldshut. Bientôt, il entre avec Zwingli dans une controverse littéraire au cours de laquelle il écrit plusieurs livres contre ce dernier qui répond. Waldshut ayant soutenu les paysans révoltés (et commençant même ceci en dehors de l'avis de Hubmaïer et pendant qu'il s'enfuyait de la ville  par crainte de l'Autriche) contre les excès desquels Hubmaïer proteste, elle est occupée par les troupes impériales en décembre 1525 et Hubmaïer est forcé de fuir à nouveau cette fois à Zurich, où il est arrêté. Là, craignant d'être remis aux Autrichiens qui désirent le brûler comme hérétique, affaibli par une grave maladie et sous la force de la torture du chevalet, il se rétracte un peu à la manière de Thomas Cranmer, et comme lui, il rétracte sa rétractation, accusant qu'elle a été extorquée par la torture d'un homme malade. La rétractation qu'il fait de sa rétractation met dans une grande colère Zwingli lequel est en partie responsable de sa torture.
En juillet 1526, Hubmaïer trouve refuge à Nikolsburg, Moravie, où il gagne la protection des gentilshommes chefs du voisinage. Là, il a bientôt converti à son enseignement spécial la population entière y compris les ministres et Von Lichtenstein, le chef politique de la région. Et, pour un temps, la Moravie, et en particulier Nikolsburg, devient un refuge et le centre d'activité pour les frères persécutés tant par les protestants que par les catholiques. C'est là aussi qu'Hubmaïer entre dans la période la plus active de son œuvre littéraire, élaborant sous divers points de vue et directions la doctrine confiée à sa charge.

### Supplice
Au début de juillet 1527, il est capturé avec sa femme. Sur son refus de se rétracter, il est brûlé vif à Vienne, le 10 mars 1528, comme hérétique.
Trois jours plus tard, sa femme et fidèle compagne d'infortune est noyée dans le Danube. Son corps est réduit en cendres.